# Államok vezetőinek listája 1889-ben
Ezen az oldalon az 1889-ben fennálló államok vezetőinek névsora olvasható földrészek, majd országok szerinti bontásban.

## Európa
- Andorra (parlamentáris társhercegség)
  - Társhercegek
    - Francia társherceg – Marie François Sadi Carnot (1887–1894), lista
    - Episzkopális társherceg – Salvador Casañas y Pagés (1879–1901), lista
- Belgium (monarchia)
  - Uralkodó – II. Lipót király (1865–1909)
  - Kormányfő – Auguste Beernaert (1884–1894), lista
- Dánia (monarchia)
  - Uralkodó – IX. Keresztély király (1863–1906)
  - Kormányfő – Jacob Brønnum Scavenius Estrup (1875–1894), lista
- Egyesült Királyság (parlamentáris monarchia)
  - Uralkodó – Viktória Nagy-Britannia királynője (1837–1901)
  - Kormányfő – Robert Gascoyne-Cecil (1886–1892), lista
- Franciaország (köztársaság)
  - Államfő – Marie François Sadi Carnot (1887–1894), lista
  - Kormányfő –
    1. Charles Floquet (1888–1889)
    2. Pierre Tirard (1889–1890), lista
- Görögország (monarchia)
  - Uralkodó – I. György király (1863–1913)
  - Kormányfő – Hariláosz Trikupisz (1886–1890), lista
- Hollandia (monarchia)
  - Uralkodó – III. Vilmos király (1849–1890)
  - Kormányfő – Aeneas Mackay (1888–1891), lista
- Liechtenstein (parlamentáris monarchia)
  - Uralkodó – II. János herceg (1859–1929)
- Luxemburg (monarchia)
  - Uralkodó – III. Vilmos nagyherceg (1849–1890)
  - Kormányfő – Paul Eyschen (1888–1915), lista
- Monaco (monarchia)
  - Uralkodó –
    1. III. Károly herceg (1856–1989)
    2. I. Albert herceg (1889–1922)
- Montenegró (monarchia)
  - Uralkodó – I. Miklós király (1860–1918)
  - Kormányfő – Božo Petrović (1879–1905), lista
- Német Birodalom (monarchia)
  - Uralkodó – II. Vilmos császár (1888–1918)
  - Kancellár – Otto von Bismarck (1871–1890), lista
- Olasz Királyság (monarchia)
  - Uralkodó – I. Umbertó király (1878–1900)
  - Kormányfő – Francesco Crispi (1887–1891), lista
- Orosz Birodalom (monarchia)
  - Uralkodó – III. Sándor cár (1881–1894)
- Osztrák–Magyar Monarchia (monarchia)
  - Uralkodó – I. Ferenc József király (1848–1916)
  - Kormányfő –
    - Osztrák Császárság – Eduard Taaffe (1879–1893), lista
    - Magyar Királyság – Tisza Kálmán (1875–1890), lista
- Pápai állam (abszolút monarchia)
  - Uralkodó – XIII. Leó pápa (1878–1903)
- Portugália (monarchia)
  - Uralkodó –
    1. I. Népszerű Lajos király (1861–1889)
    2. I. Diplomata Károly király (1889–1908)

  - Kormányfő – José Luciano de Castro (1886–1890), lista
- Román Királyság (monarchia)
  - Uralkodó – I. Károly király (1866–1914)
  - Kormányfő –
    1. Teodor Rosetti (1888–1889)
    2. Lascăr Catargiu (1889–1891), lista
- San Marino (köztársaság)
  - San Marino régenskapitányai:
    1. Federico Gozi és Antonio Righi (1888–1889)
    2. Menetto Bonelli és Marino Babboni (1889)
    3. Domenico Fattori és Marino Nicolini (1889–1890), régenskapitányok
- Spanyolország (monarchia)
  - Uralkodó – XIII. Alfonz király (1886–1931)
  - Kormányfő – Práxedes Mateo Sagasta (1885–1890), lista
- Svájc (konföderáció)
  - Szövetségi Tanács:[1]
  - Karl Schenk (1863–1895), Emil Welti (1866–1891), Numa Droz (1875–1892), Bernhard Hammer (1875–1890), elnök, Louis Ruchonnet (1881–1893), Adolf Deucher (1883–1912), Walter Hauser (1888–1902)
- Svédország (parlamentáris monarchia)
- Norvégia és Svédország perszonálunióban álltak.
  - Uralkodó – II. Oszkár király (1872–1907)
  - Kormányfő –
    1. Gillis Bildt (1888–1889)
    2. Gustaf Åkerhielm (1889–1891), lista
- Szerbia (monarchia)
  - Uralkodó –
    1. I. Milán király (1868–1889)
    2. I. Sándor király (1889–1903)

  - Kormányfő –
    1. Nikola Hristić (1888–1889)
    2. Kosta Protić (1889)
    3. Sava Grujić (1889–1891), lista

## Afrika
- Asanti Birodalom (monarchia)
  - Uralkodó – Kwaku Dua III Asamu, Asantehene (1888–1896)
- Benini Királyság (monarchia)
  - Uralkodó – Ovonramwen király (1888–1897)
- Etiópia (monarchia)
  - Uralkodó –
    1. IV. János császár (1871–1889)
    2. II. Menelik császár (1889–1913)
- Futa-Dzsalon (moszlim teokrácia)
  - Uralkodó – Almany Almadou (1873–1896)
- Kaffa Királyság (monarchia)
  - Uralkodó – Gali Serocso császár (1870–1890)
- Kanói Emírség (monarchia)
  - Uralkodó – Muhammed Bello (1883–1893)
- Kongói Szabadállam
  - Uralkodó – II. Lipót király (1885–1909)
- Libéria (köztársaság)
  - Államfő – Hilary R. W. Johnson (1884–1892), lista
- Mahdi Állam (szakadár állam)
  - Államfő – Abdallahi ibn Muhammad (1885–1898)
- Marokkó (monarchia)
  - Uralkodó – I. Haszan szultán (1873–1894)
- Mohéli (Mwali) (monarchia)[2]
  - Uralkodó – Szalima Masamba szultána-királynő (1888–1909)
- Oranje Szabadállam (köztársaság)
  - Államfő –
    1. Pieter Jeremias Blignaut (1888–1889), ideiglenes
    2. Francis William Reitz (1889–1895), lista
- Szokoto Kalifátus (monarchia)
  - Uralkodó – Umaru bin Ali (1881–1891)
  - Kormányfő – Muhammadu Sambo ibn Ahmad (1886–1903)
- Szváziföld (monarchia)
  - Uralkodó –
    1. IV. Dlamini király (1875–1889)
    2. Tibati Nkambule királynő (1889–1894)
- Transvaal Köztársaság (köztársaság)
  - Államfő – Paul Kruger (1883–1902)
- Vadai Birodalom
  - Uralkodó – Juszuf kolak (1874–1898)
- Wassoulou Birodalom (monarchia)
  - Uralkodó – Samori Ture, császár (1878–1898)

## Dél-Amerika
- Argentína (köztársaság)
  - Államfő – Miguel Juárez Celman (1886–1890), lista
- Bolívia (köztársaság)
  - Államfő – Aniceto Arce (1888–1892), lista
- Brazil Császárság (monarchia)
- 1889-ben kikiáltották a köztársaságot, lásd Brazília.
  - Uralkodó – II. Péter császár (1831–1889)
- Brazília (köztársaság)
- A Brazil Császárságban 1889-ben kikiáltották a Brazil Köztársaságot.
  - Államfő – Deodoro da Fonseca (1889–1891), lista
- Chile (köztársaság)
  - Államfő – José Manuel Balmaceda (1886–1891), lista
- Ecuador (köztársaság)
  - Államfő – Antonio Flores Jijón (1888–1892), lista
- Kolumbia (köztársaság)
  - Államfő – Rafael Núñez (1887–1894)
Carlos Holguín Mallarino ügyvivő, (1888–1892), lista
- Paraguay (köztársaság)
  - Államfő – Patricio Escobar (1886–1890), lista
- Peru (köztársaság)
  - Államfő – Andrés Avelino Cáceres (1886–1890), lista
- Uruguay (köztársaság)
  - Államfő – Máximo Tajes (1886–1890), lista
- Venezuela (köztársaság)
  - Államfő – Juan Pablo Rojas Paúl (1888–1890), lista

## Észak- és Közép-Amerika
- Amerikai Egyesült Államok (köztársaság)
  - Államfő –
    1. Grover Cleveland (1885–1889)
    2. Benjamin Harrison (1889–1893), lista
- Costa Rica (köztársaság)
  - Államfő – Bernardo Soto Alfaro (1885–1890), lista
- Dominikai Köztársaság (köztársaság)
  - Államfő – Ulises Heureaux (1887–1899), lista
- Salvador (köztársaság)
  - Államfő – Francisco Menéndez (1885–1890), lista
- Guatemala (köztársaság)
  - Államfő – Manuel Barillas (1885–1892), lista
- Haiti (köztársaság)
  - Államfő –
    1. François Denys Légitime (1888–1889)
    2. Monpoint Jeune (1889), ideiglenes
    3. Florvil Hyppolite (1889–1896), lista
- Honduras (köztársaság)
  - Államfő – Luis Bográn (1883–1891), lista
- Kanada (parlamentáris monarchia)
  - Uralkodó – Viktória királynő (1837–1901)
  - Kormányfő – John A. Macdonald (1878–1891), lista
- Mexikó (köztársaság)
  - Államfő – Porfirio Díaz (1884–1911), lista
- Nicaragua (köztársaság)
  - Államfő –
    1. Evaristo Carazo (1887–1889)
    2. Nicolás Osorno (1889)
    3. Roberto Sacaza (1889–1891), lista

## Ázsia
- Aceh Szultánság (monarchia)
  - Uralkodó – Alauddin Muhammad Da'ud Syah II (1875–1903)
- Afganisztán (monarchia)
  - Uralkodó – Abdur Rahman Kán emír (1880–1901)
- Bhután (monarchia)
  - Uralkodó – Szangje Dordzsi druk deszi (1885–1901)
- Buhara
  - Uralkodó – ’Abd al-Ahad kán (1885–1911)
- Dálai Emírség (monarchia)
  - Uralkodó – Szaif ibn Szajf al-Amiri (1886–1911)
- Dzsebel Sammar (monarchia)
  - Uralkodó – Muhammad bin Abdullah (1869–1897), Dzsebel Sammar emírje
- Csoszon (monarchia)
  - Uralkodó – Kodzsong király (1863–1897)
- Hiva
  - Uralkodó – II. Muhammad Rahím Bahadúr kán (1864–1910)
- Japán (császárság)
  - Uralkodó – Mucuhito császár (1867–1912)
  - Kormányfő –
    1. Kuroda Kijotaka (1888–1889)
    2. Szandzsó Szanetomi (1889), ideiglenes
    3. Jamagata Aritomo (1889–1891), lista
- Kína
  - Uralkodó – Kuang-hszü császár (1875–1908)
- Maszkat és Omán (abszolút monarchia)
  - Uralkodó – Fejszál szultán (1888–1913)
- Nepál (alkotmányos monarchia)
  - Uralkodó – Prithvi király (1881–1911)
  - Kormányfő – Bir Sumser Dzsang Bahadur Rana (1885–1901), lista
- Oszmán Birodalom (monarchia)
  - Uralkodó – II. Abdul-Hamid szultán (1876–1909)
  - Kormányfő – Kámil pasa (1885–1891), lista
- Perzsia (monarchia)
  - Uralkodó – Nászer ad-Din sah (1848–1896)
- Sziám (parlamentáris monarchia)
  - Uralkodó – Csulalongkorn (1868–1910) király

## Óceánia
- Tonga (monarchia)
  - Uralkodó – I. Tupou király (1875–1893)
  - Kormányfő – Shirley Waldemar Baker (1880–1890), lista